# 菩安隧道

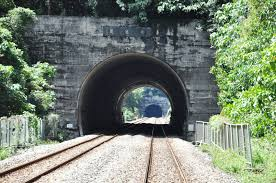
菩安隧道東口

菩安隧道位於台灣臺東縣達仁鄉，是臺灣鐵路管理局南迴線的一座隧道，位置在菩安號誌站（已廢站）和古莊號誌站之間，全長139公尺，菩安隧道與中央隧道一樣是雙線化區間並採用電氣化淨空標準作業，電氣化工程於2020年12月23日完工。

## 外部連結
- 三、南迴鐵路(69.7.1~80.12.16) - 榮工人園地，〈榮工處與東台灣的建設〉─林世曼碩士論文：第四章 高峰期與轉型期(民國六十五年至八十五年) 第一節 民國六十五年至七十五年（繁體中文）。